# أنطوان جيزينغا
أنطوان جيزينغا (بالفرنسية: Antoine Gizenga)‏ (5 أكتوبر 1925 – 24 فبراير 2019) هو رئيس وزراء السابق جمهورية الكونغو الديموقراطية.

## روابط خارجية
- أنطوان جيزينغا على موقع مونزينجر (الألمانية)